# هنري إل. بالمر
هنري إل. بالمر (بالإنجليزية: Henry L. Palmer)‏ هو محامي وسياسي أمريكي، ولد في 18 أكتوبر 1819، وتوفي في 6 مايو 1909. حزبياً، نشط في الحزب الديمقراطي. وقد انتخب عضو جمعية ولاية ويسكونسن وانتخب عضو مجلس ولاية ويسكونسن.